# Ralf Dusend
Ralf Dusend (født 28. september 1959 i Neuss, Vesttyskland) er en tysk tidligere fodboldspiller (midtbane).
Dusend spillede de første ti år af sin karriere hos Fortuna Düsseldorf. Her var han med til at vinde DFB-Pokalen to gange, i 1979 og 1980. Senere repræsenterede han også FC Nürnberg.
Dusend nåede aldrig at spille en kamp for det vesttyske A-landshold, men spillede i perioden 1979-80 seks kampe for landets U/21-hold.

## Titler
DFB-Pokal
- 1979 og 1980 med Fortuna Düsseldorf